# Стефан Караджов
Стефан Караджов е български финансист.
Той е роден през 1858 година в село Кубанка край Одеса. От 1899 до 1905 година е управител на Българската народна банка. От 1900 година е действителен член на Българското книжовно дружество, днес Българска академия на науките. Умира през 1931 година.